# تشارلز إل. روبنسون
تشارلز إل. روبنسون (بالإنجليزية: Charles L. Robinson)‏ هو سياسي أمريكي، ولد في 21 يوليو 1818 في الولايات المتحدة، وتوفي في 17 أغسطس 1894 في مقاطعة دوغلاس في الولايات المتحدة. حزبياً، نشط في الحزب الجمهوري. وقد انتخب عضو مجلس ولاية كانساس وانتخب عضو جمعية ولاية كاليفورنيا وانتخب حاكم كانساس ‏ (9 فبراير 1861 – 12 يناير 1863).